# داچیا جوجر
داچیا جوجر (انگلیسی: Dacia Jogger) یک ام‌پی‌وی جمع و جور است که توسط تولیدکننده فرانسوی رنو و شرکت تابعه رومانیایی داچیا تولید و به بازار عرضه شده‌است. این خودرو در اوت ۲۰۲۱ به عنوان جانشین لوگان ام‌سی‌وی معرفی شد. این خودرو بر اساس نسل سوم لوگان، طراحی و در دونسخه پنج و هفت صندلی عرضه می‌شود.